# Kabelvåg

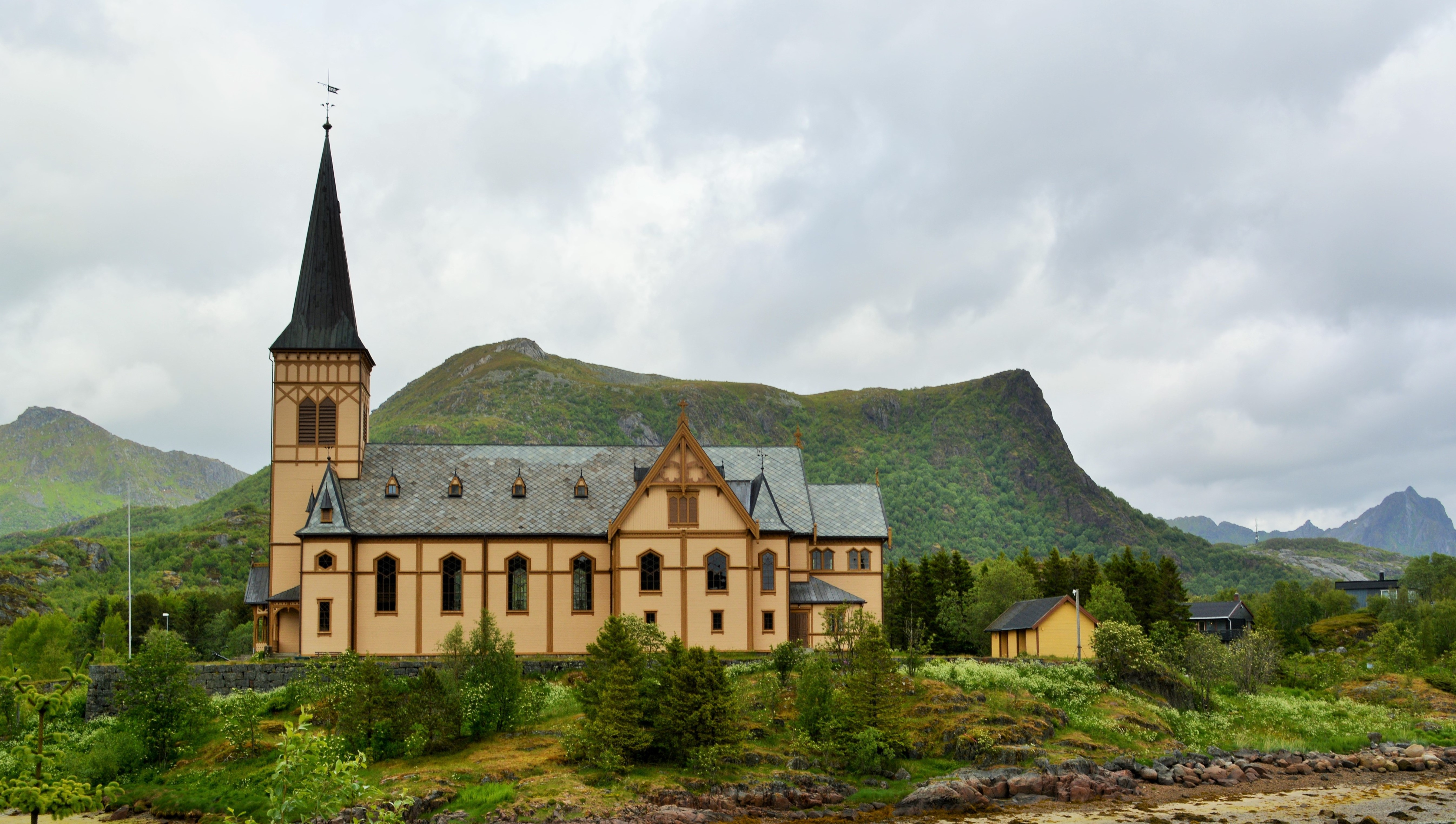
Kirche Vågan

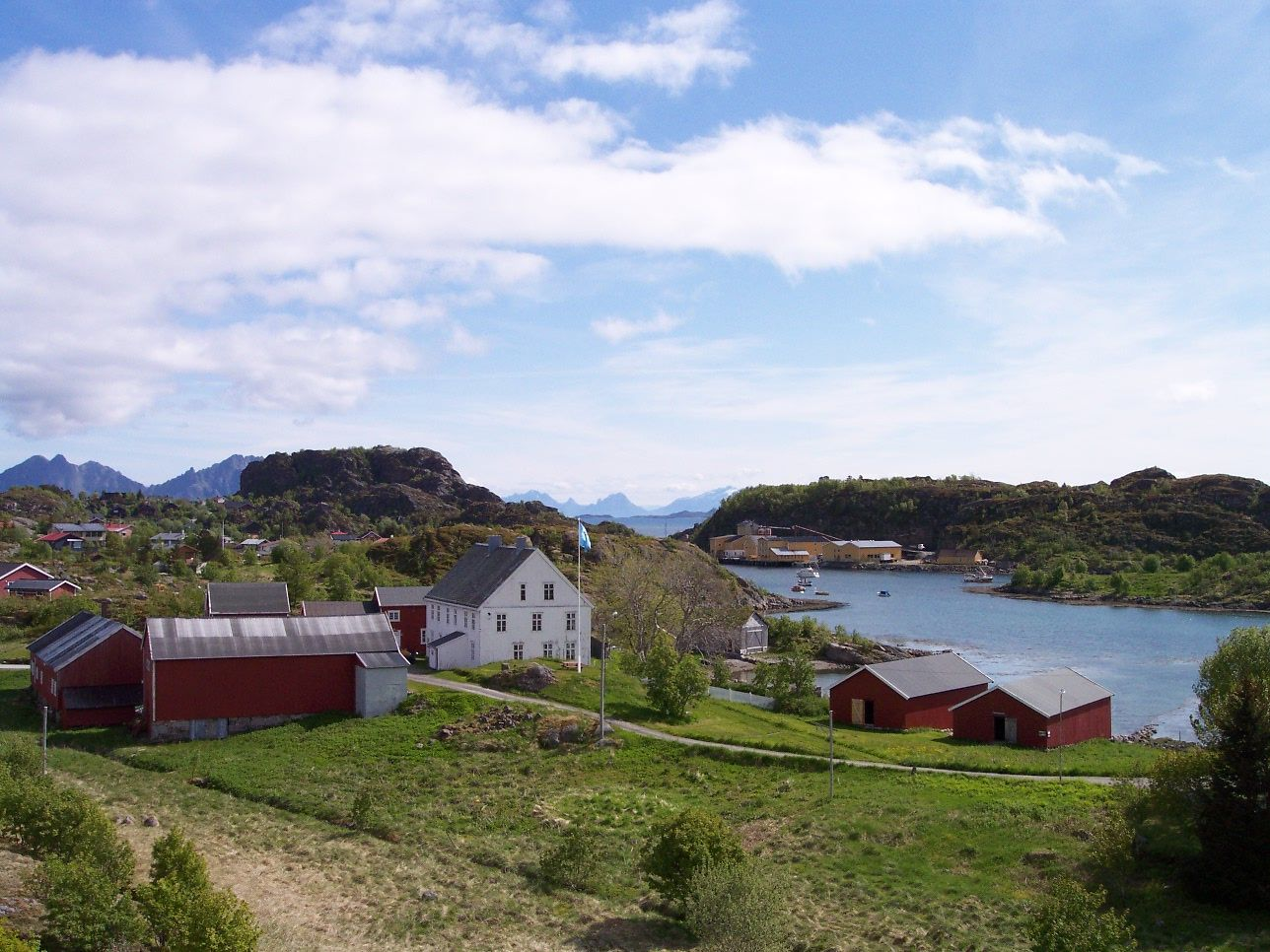
Kabelvåg mit dem Lofotmuseet

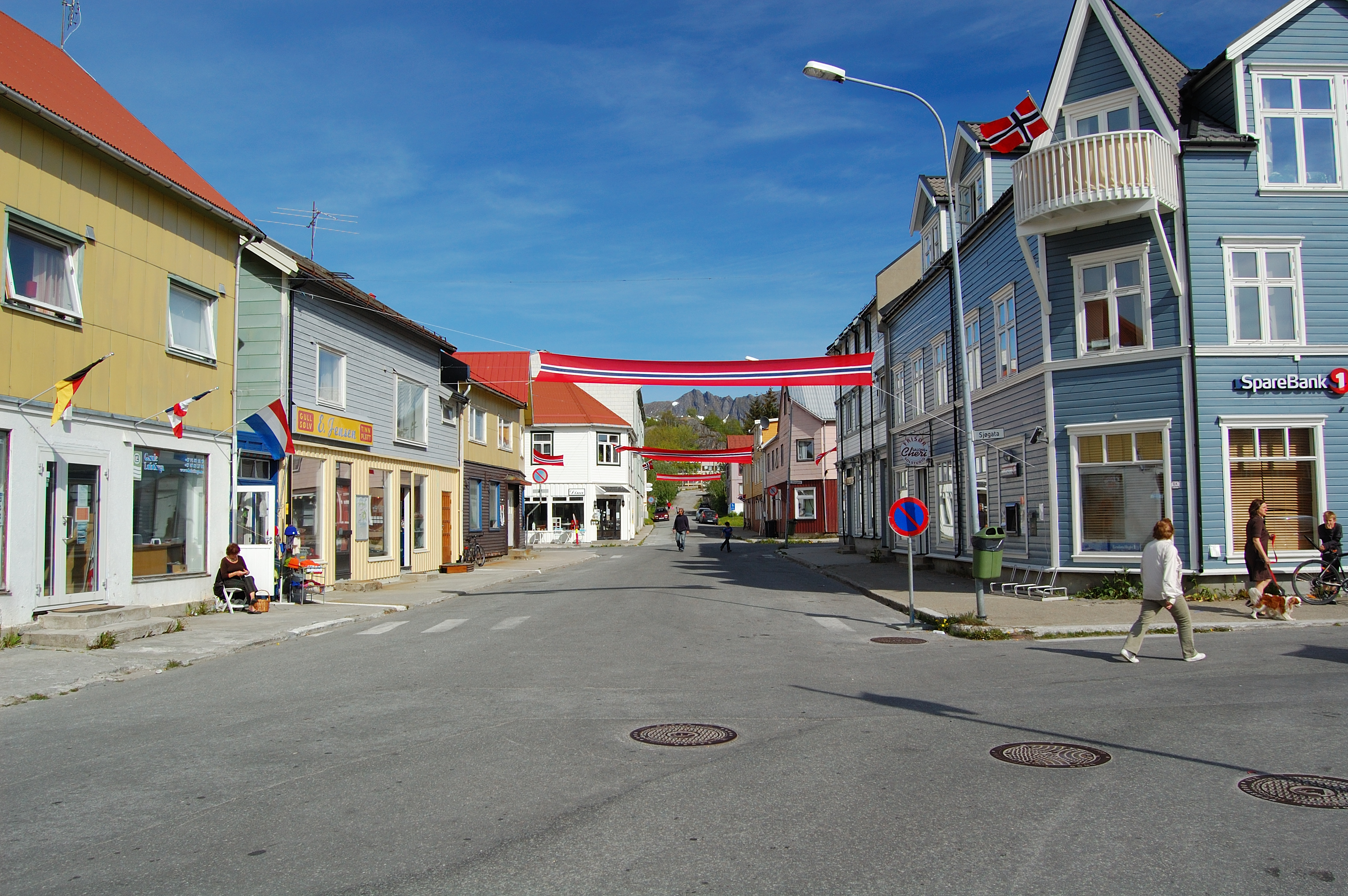
Das Zentrum Kabelvågs

Kabelvåg ist ein Dorf in der Kommune Vågan auf den Lofoten. 2012 zählte das Dorf 1712 Einwohner.
Kabelvåg geht auf Øystein Magnusson zurück, der 1103 dort eine Kirche und einige Fischerhütten errichtete. Nach der Heimskringla wurde jedoch bereits mehrere Jahrhunderte früher in dieser Gegend die erste Stadt in Nord-Norwegen überhaupt gegründet, die den Namen Vågar trug.
Wichtigste Wirtschaftszweige sind die Fischerei und der Tourismus. Touristische Anziehungspunkte sind das Lofotakvariet, die Galleri Espolin, das Lofotmuseet und die Vågan kirke.
Am Ort gibt es neben einer Grund– und weiterführenden Schule auch die Lofoten folkehøgskole und die Filmkunstskolen i Kabelvåg, die ein Teil der Universität Tromsø – Norwegens Arktische Universität ist.

## Söhne und Töchter des Ortes
- Poul Egede (1708–1789), Missionar in Grönland
- Niels Egede (1710–1782), Kaufmann und Grönlandpionier
- Stig Johansen, Fußballer